# Veronica uniflora
Veronica uniflora là một loài thực vật có hoa trong họ Mã đề. Loài này được Kirk miêu tả khoa học đầu tiên năm 1895.